# Klassieke waardeparadox

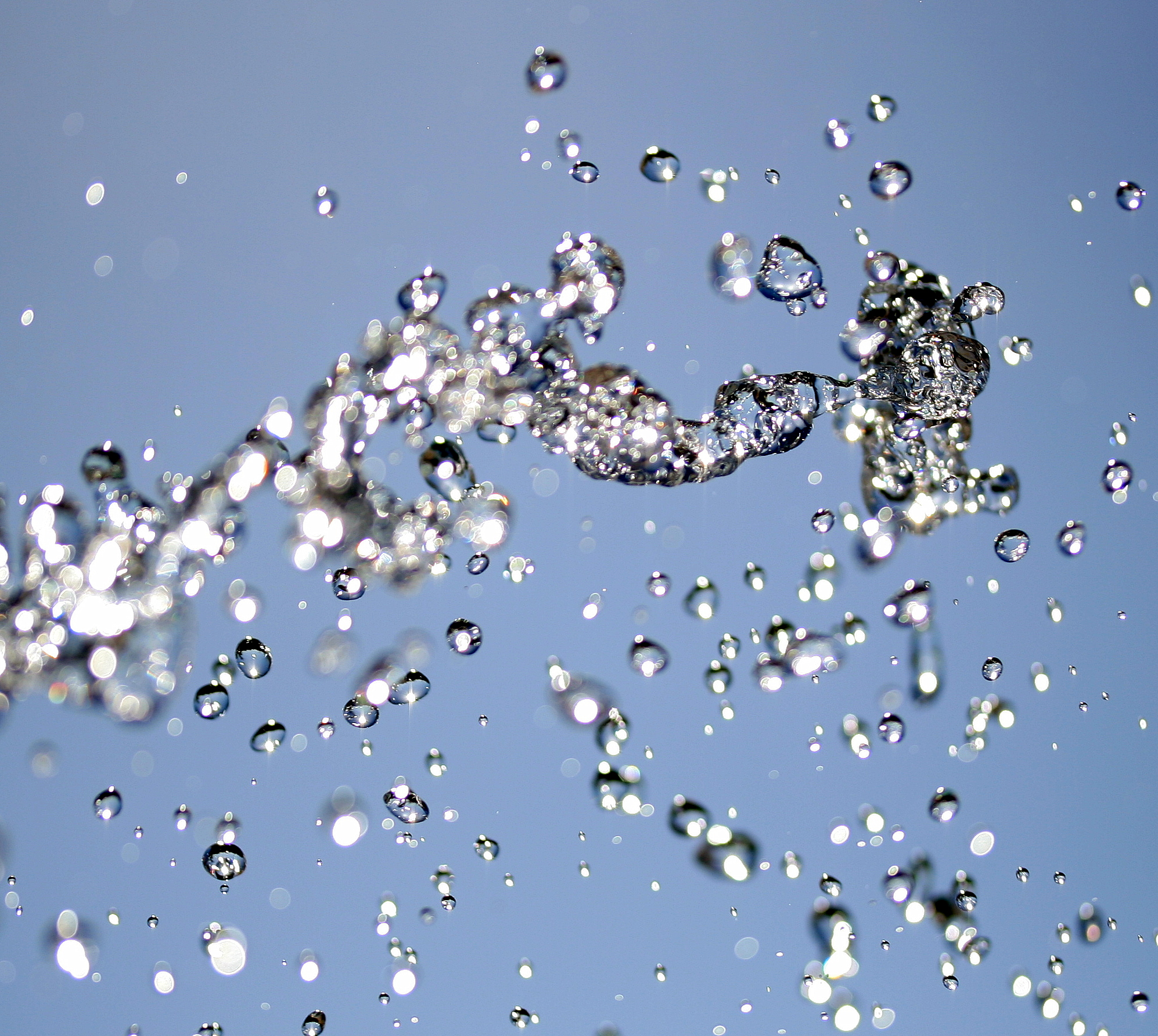
Waterdiamanten.

De klassieke waardeparadox (ook bekend als diamant-waterparadox) is de schijnbare tegenstrijdigheid dat, hoewel in termen van overleving water zo goed als altijd nuttiger is dan diamant, eenzelfde hoeveelheid diamant in de markt een veel hogere prijs opbrengt.
Door de keuze van de twee te vergelijken goederen vergroot de klassieke waardeparadox de veelvuldig optredende verschillen tussen nut, waarde en prijs van goederen en diensten uit.
De filosoof Adam Smith wordt vaak beschouwd als de klassieke presentator van deze paradox. Nicolaus Copernicus, John Locke en John Law hebben echter al eerder geprobeerd om een redelijke verklaring voor deze paradox te geven.

## John Law
De eerste beschrijving van de klassieke waardeparadox vindt men bij John Law, bijvoorbeeld in "Money and Trade Considered" (hoofdstuk 1). Law verklaarde de waardeparadox door een vraag-aanbod-analyse

"Water heeft een groot nut, maar een geringe waarde, de hoeveelheid water is namelijk veel en veel groter dan de vraag ernaar. Diamanten hebben een gering nut, maar een grote waarde, dit aangezien de vraag naar diamanten veel groter is dan de aangeboden hoeveelheid."

Deze verklaring is door de klassieke 18e- en 19e-eeuwse economen in eerste instantie niet verder ontwikkeld; het imago van Law was door zijn "bedrieglijke bankavonturen" aan het begin van de 18e eeuw zo beschadigd, dat men zich liever niet met zijn denkbeelden wilde associëren.

## Klassieke economie

### Adam Smith
Adam Smith nam de paradox over en probeerde deze in zoverre in zijn werk te verklaren dat hij het begrip waarde opdeelde in ruilwaarde en gebruikswaarde. De gebruikswaarde van water is hoog, terwijl de gebruikswaarde van een diamant relatief laag is. Bij de ruilwaarde van deze goederen is dit precies omgekeerd. Het was voor Smith echter niet mogelijk een fundamentele oplossing voor de paradox te vinden. Men behielp zich er daarom in de klassieke economie mee om diamanten als "zeldzame goederen" te definiëren, maar op de  vraag naar de oorzaak van de hoge prijs van diamanten had men geen adequaat antwoord.
In een passage van Adam Smiths An Inquiry into the Nature and Causes of the Wealth of Nations (Een onderzoek naar de aard en de oorzaken van de rijkdom van naties), bespreekt hij de concepten van gebruikswaarde en ruilwaarde en merkt hij op hoe deze de neiging hebben van elkaar te verschillen:

Ik zal nu overgaan tot het onderzoek naar de regels, die mensen van nature in acht te nemen bij het uitwisselen van goederen voor geld of voor elkaar. Deze regels bepalen wat wij de relatieve of ruilwaarde van goederen noemen. Het moet worden opgemerkt dat het woord "waarde" twee verschillende betekenissen heeft, en soms het nut van een object uitdrukt, en soms de koopkracht van het bezit van dat object uitstraalt (hoeveel andere goederen kunnen ervoor gekocht worden). De ene betekenis wordt "gebruikswaarde", de andere "ruilwaarde" genoemd. De dingen die de grootste waarde in het gebruik hebben vaak weinig of geen ruilwaarde; terwijl daarentegen de dingen met de grootste ruilwaarde vaak weinig of geen gebruikswaarde hebben. Niets is nuttiger dan water, maar jij kan er bij ruilen bijna niets voor terug krijgen (hoge gebruikswaarde, lage ruilwaarde). Een diamant daarentegen heeft nauwelijks gebruikswaarde, maar men kan vaak een zeer grote hoeveelheid andere goederen tegen de diamant ruilen (hoge ruilwaarde).

Ook gaf hij een verklaring voor de ruilwaarde als zijnde bepaald door arbeid:  

De reële prijs van alle zaken, wat alles werkelijk kost voor iemand die deze zaken wil aanschaffen, is het gezwoeg en moeite om het te verwerven.

Smith ontkende dus een noodzakelijk relatie tussen prijs en het nut. De prijs was in zijn zienswijze gerelateerd aan een productiefactor, namelijk, arbeid, en niet aan de zienswijze van de consument. Voorstanders van de arbeidswaardetheorie zagen dat als een oplossing voor de klassieke waardeparadox.
De arbeidswaardetheorie verloor in de hoofdstroom van de economie aan populariteit en is aan het einde van de negentiende eeuw vervangen door de theorie van het marginale nut

### Karl Marx
Karl Marx ondernam in de door hem verder ontwikkelde arbeidswaardetheorie onder andere een poging de essentie van de contradictie tussen gebruik- en ruilwaarde bloot te leggen. Bovendien definieerde hij de waardescheppende arbeid in haar abstracte, theoretisch in arbeidsduur meetbare vorm als een fundamentele maat voor de vaststelling van de waarde (die uitgedrukt wordt in ruilwaarde) van een product (arbeidswaardetheorie). Volgens zijn theorie volgt het duale karakter van goederen - Marx spreekt van een goed als iets "tweeslachtiges, gebruikswaarde en ruilwaarde" - uit het dubbelkarakter (Marx, ibidem, "zwischlächtige Natur der in der Ware enthaltenen Arbeit" (tweeslachtige natuur van de in goederen neergeslagen arbeid)) van de daarvoor gespendeerde concrete- (gebruikswaarde-creërende) en abstracte (ruilwaarde-creërende) arbeid.

## Marginalisme

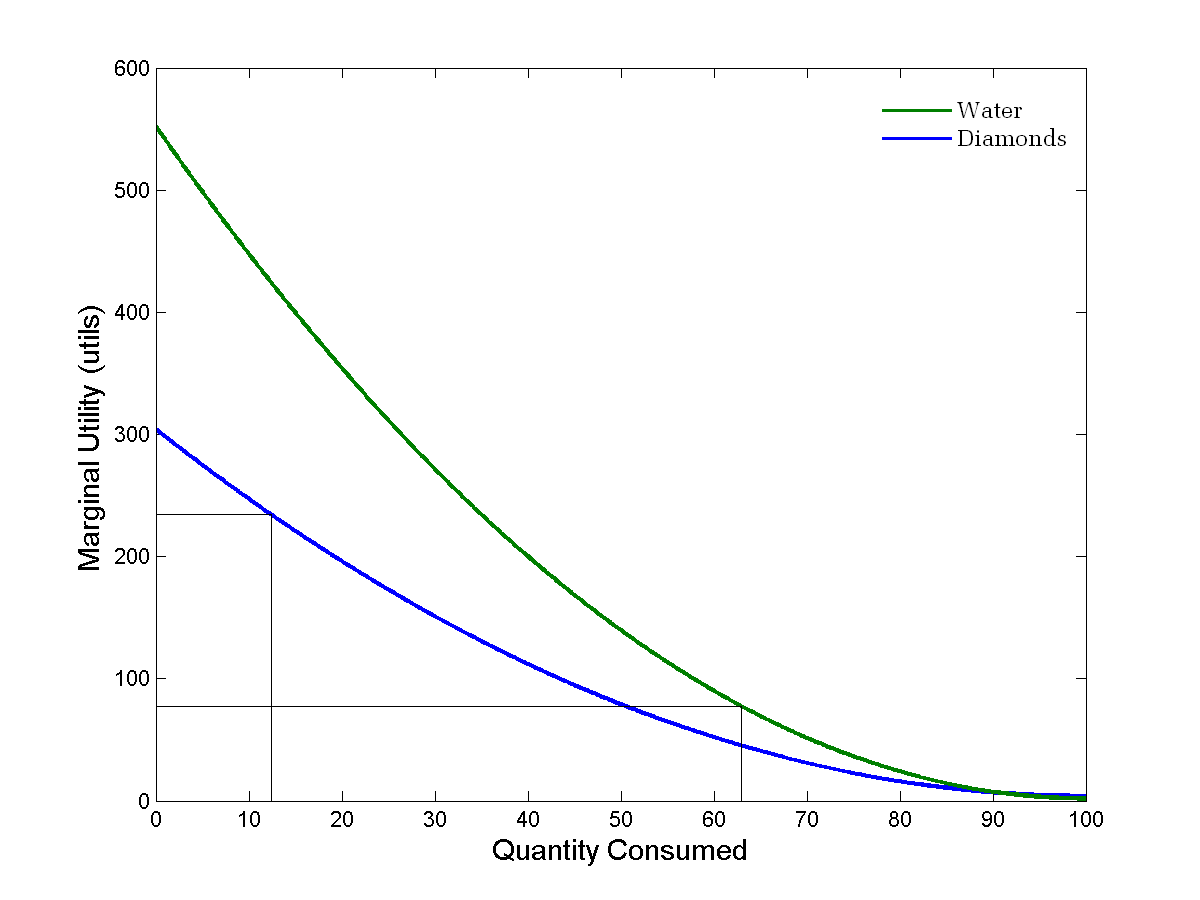
Op een laag niveau van consumptie heeft water een veel hogere marginaal nut dan diamant en is dus meer waard. Mensen consumeren gewoonlijk echter veel meer water dan diamanten en aldus is het marginale nut en de prijs van water lager dan die van diamant.

Pas de neoklassieke theorie legde met haar marginalistische overwegingen het theoretische fundament voor de oplossing van de klassieke waardeparadox. De waarde (uitgedrukt als een prijs) van een goed komt op dat niveau tot stand waar marginaal nut (vraag) en marginale kosten (aanbod) elkaar in evenwicht houden.
De theorie van de marginale nut, die is gebaseerd op de subjectieve waardetheorie, zegt dat de prijs, waartegen een object in de markt wordt verhandeld, niet wordt bepaald door de hoeveel arbeid die in de productie van dit object werd gebruikt, zoals in de arbeidswaardetheorie wordt beweerd, noch op hoe nuttig het object in zijn geheel is (het totale nut). In plaats daarvan wordt de prijs bepaald door het grensnut (ook wel het marginale) nut van het object. Het grensnut van een goed is het minst belangrijke gebruik door een persoon. De redenering gaat als volgt. Als iemand over een goed beschikt, zal hij dit gebruiken om aan een bepaalde wens of behoefte te voldoen. De vraag is: welke wens of behoefte. Het antwoord is: die wens of behoefte met de hoogste prioriteit.
In het verklaren van de diamant-waterparadox, beweren marginalisten dat het niet het totale nut van diamanten of water is, dat telt, maar het nut van elke extra eenheid water of diamant. Het is waar dat het totale nut van water voor de mensheid enorm is. Als mensen geen water, hetzij puur, hetzij in aangelengde vorm drinken, gaan zij vrij snel dood. Aangezien water in de wereld echter in zulke ruime hoeveelheden voorradig is, is het marginale nut van water laag. Met andere woorden, elke extra eenheid water die beschikbaar komt kan worden gebruikt voor minder urgente wensen of behoeften (bijvoorbeeld het gras in de tuin sproeien), wanneer reeds aan de dringendste behoefte is voldaan. De totale hoeveelheid water dat mensen drinken is normaliter echter minuscuul als men dit in verhouding tot de totale hoeveelheid water ziet. Om die reden  wordt een bepaalde eenheid water minder waard als het aanbod van water toeneemt. Aan de andere kant is er een veel kleiner aanbod van diamanten. Het aanbod van diamanten is zo klein dat het nut van één diamant groter is dan het nut van één glas water. Om die reden zijn diamanten meer waard voor mensen. Degenen die diamanten willen, zijn daarom bereid een hogere prijs voor één diamant te betalen dan voor één glas water, en daarom vragen verkopers van diamanten voor één diamant een hogere prijs dan voor één glas water.

## Voetnoten
1. ↑  Gordon Scott, 1991, History and Philosophy of Social Science: An Introduction (Geschiedenis en filosofie van de sociale wetenschappen: een Inleiding), hoofdstuk 7, The Scottish Enlightenment of the eighteenth century (De Schotse verlichting van de achttiende eeuw), pag 141, Routledge, ISBN 0-415-09670-7,  This 'paradox of value', as it was called, was frequently noted before Adam Smith (for example, by Copernicus who wrote a bit on economic questions)...
2. ↑  Mark Blaug, 1962, Economic Theory in Retrospect, hoofdstuk 2: Adam Smith, pag 39, Cambridge University Press, ISBN 0-521-57701-2, Moreover, such writers as Locke, Law and Harris had contrasted the value of water with that of diamonds...,
3. ↑  Adam Smith An Inquiry into the Nature and Causes of the Wealth of Nations, hoofdstuk: Of the Origin and Use of Money zie hier, 1776))
4. ↑  Adam Smith, An Inquiry into the Nature and Causes of the Wealth of Nations, Book I, Chapter V, The Real and Nominal Price of Commodities, or of their Price in Labour, and their Price in Money zie hier
5. ↑  Das Kapital, Band I, MEW 23, p. 56
6. ↑  Een uitzondering is bijvoorbeeld een kamelenkaravaan in het midden van een droge woestijn, waar het water bijna op is